# Abraham Boom
Abraham Boom (* 1575 in Amsterdam; † 26. Juni 1642 ebenda) war ein Regent von Amsterdam des Goldenen Zeitalters.

## Biografie
Abraham entstammte dem einflussreichen Patriziergeschlecht Boom. Seine Eltern waren der Amsterdamer Regent Pieter Cornelisz Boom und Griet Gerritsdr. Abraham Boom ehelichte Jannetje de Vry (1575–1644). Aus jener Ehe stammte der letzte des Geschlechts, Cornelis Boom. Nach seines Vaters Tod im Jahre 1599 erhielt Abraham Boom dessen Platz in der Amsterdamer Vroedschap. Im Jahre 1616 wurde er Kapitän der Amsterdamer Bürgergarde. Seine Amtszeiten als Bürgermeister fielen in die Jahre 1625, 1629, 1630, 1632, 1633, 1635, 1636, 1638 und 1639. Zwischen den Jahren 1626 und 1628 war er Amsterdams Repräsentant im Rat der Staaten von Holland. 1638 organisierten die Regenten um Andries Bicker, Albert Burgh, Pieter Hasselaer, Antonie Oetgens van Waveren und Abraham Boom den prächtigen Einzug der vormaligen französischen Königin Maria de’ Medici in Amsterdam.
Abraham Boom wurde im Jahre 1621 durch Pieter Lastman auf Schützenstück gemalt. Im Jahre 1638 hatte Thomas de Keyser ein Porträt von ihm geschaffen.